# Brachymenium niveum
Brachymenium niveum är en bladmossart som beskrevs av Bescherelle 1901. Brachymenium niveum ingår i släktet Brachymenium och familjen Bryaceae. Inga underarter finns listade i Catalogue of Life.